# Shiozawa Masasada

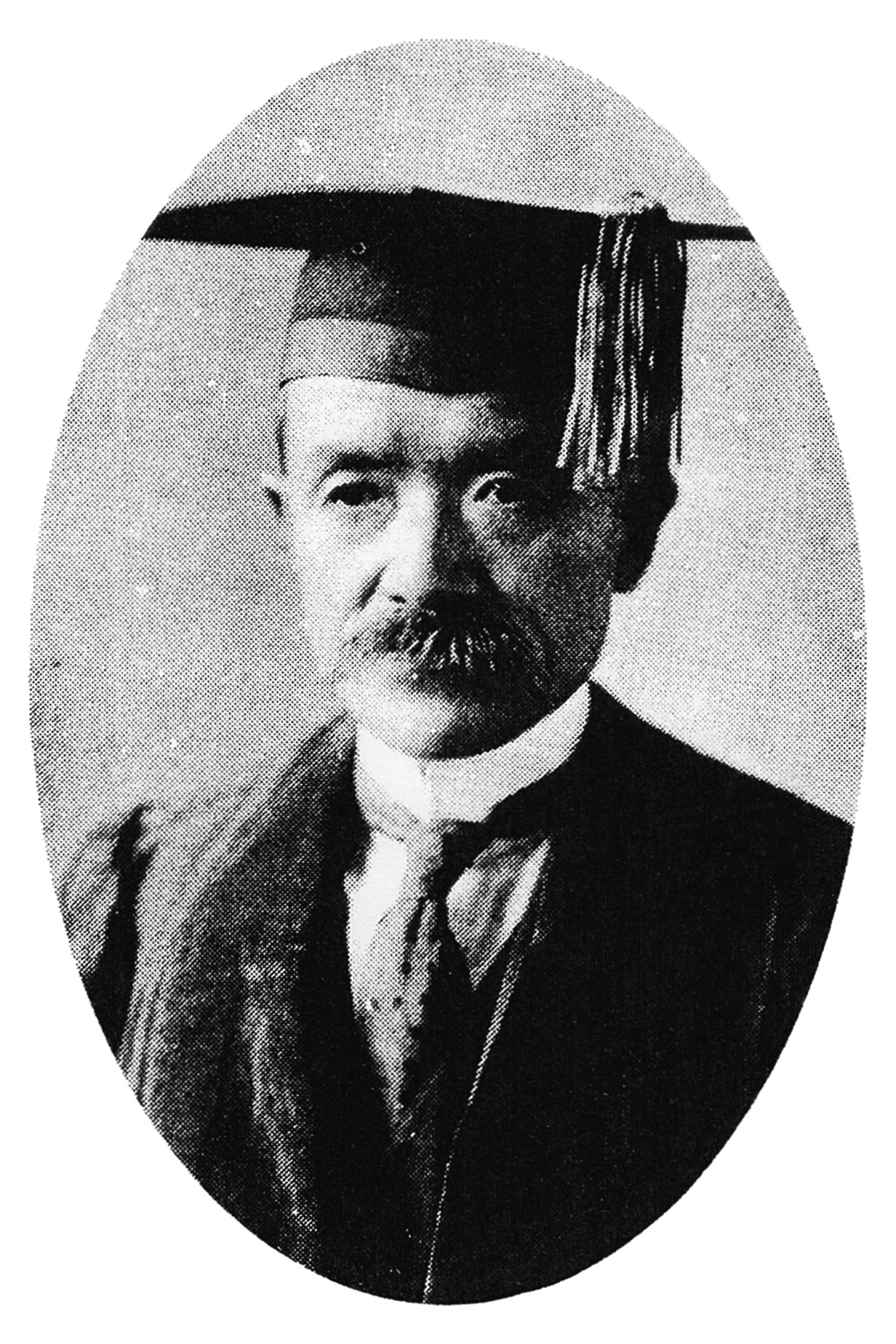
Shiozawa Masasada

Shiozawa Masasada (japanisch 塩沢 昌貞; geboren 14. November 1870 in Mito (Präfektur Ibaraki); gestorben 7. Juli 1945 in Itō (Präfektur Shizuoka)) war ein japanischer Ökonom mit dem Schwerpunkt Arbeitsbeziehungen.

## Leben und Wirken
Shiozawa Masasada befasste sich zunächst mit chinesischer Literatur, studierte dann aber an der „Tōkyō Semmon Gakkō“ (東京専門学校), der heutigen Waseda-Universität Anglistik und Politik. Nach seinem Abschluss im Jahr 1891 bildete er sich im Ausland weiter, in den Vereinigten Staaten unter Richard Ely an der University of Wisconsin–Madison und in Deutschland unter Adolph Wagner und Gustav von Schmoller an der Friedrich-Wilhelms-Universität, der heutigen Humboldt-Universität zu Berlin, wo ein Studium der Finanz- und Volkswirtschaftslehre folgte. Nach seiner Rückkehr lehrte er von 1902 bis 1943 Volkswirtschaft an seiner Alma Mater, die ihn als Meiyo Kyōju verabschiedete.
Während dieser Zeit wurde Shiozawa 1911 Dekan der Abteilung für Staats- und Wirtschaftswissenschaften und 1921 Schuldirektor, nach 1922 mit der Aufwertung zur Universität dann Präsident. Gleichzeitig war er von 1923 bis 1943 Dekan der School of Political Science and Economics von. 1926 wurde er Präsident der „School of Social Policy“ (社会政策学院, Shakai seisaku gakuin) und 1934 Mitglied der Akademie der Wissenschaften. 1938 nahm er an der Konferenz der Internationalen Arbeitsorganisation in Genf, der Konferenz des Völkerbundes in Lyon und der „Internationalen Konferenz für Sozialpolitik“ in Prag teil. 1940 wurde er Mitglied der japanischen „Forschungsgruppe Mietrecht“ (小作調査会, Kosaku chōsa-kai) in Japan.